# Coppa CONMEBOL 1995
La Coppa CONMEBOL 1995 è stata la quarta edizione del torneo. Alla manifestazione parteciparono 16 squadre, e il vincitore fu il Rosario Central.

## Formula
Le squadre si affrontano in turni a eliminazione diretta.

## Partecipanti
| Nazione   | Squadra                |
| --------- | ---------------------- |
| Argentina | Gimnasia (LP)          |
| Argentina | Rosario Central        |
| Bolivia   | The Strongest          |
| Brasile   | Atlético Mineiro       |
| Brasile   | Ceará                  |
| Brasile   | Corinthians            |
| Brasile   | Guarani                |
| Cile      | Cobreloa               |
| Colombia  | América de Cali        |
| Colombia  | Independiente Medellín |
| Ecuador   | Barcelona SC           |
| Paraguay  | Atl. Colegiales        |
| Perù      | Ciclista Lima          |
| Uruguay   | Defensor               |
| Uruguay   | Sud América            |
| Venezuela | Mineros                |

## Incontri

### Ottavi di finale

#### Andata
| Arbitro: | Cerdeira |

|                   |           |                   |
| Paulo Roberto 62’ | Marcatori | 58’ Fábio Augusto |

| Fortaleza 18 ottobre 1995, ore 19:45 (UTC-3)               | Ceará     | 1 – 1              | Corinthians | Castelão (42.658 spett.) |
| \| \| \| \| \| Fabio \| Marcatori \| Marcelinho Carioca \| |           |                    |             |                          |
|                                                            |           |                    |             |                          |
| Fabio                                                      | Marcatori | Marcelinho Carioca |             |                          |

| Arbitro: | Arana |

|                         |           |         |
| Escobar Pérez Hernández | Marcatori | Morales |

| La Plata 24 ottobre 1995                               | Gimnasia La Plata | 1 – 0 | Sud América | Juan Carmelo Zerillo |
| \| \| \| \| \| Guglielminpietro 53’ \| Marcatori \| \| |                   |       |             |                      |
|                                                        |                   |       |             |                      |
| Guglielminpietro 53’                                   | Marcatori         |       |             |                      |

| La Paz 25 ottobre 1995 | The Strongest | 0 – 0 | Atlético Colegiales |  |

| Lima 25 ottobre 1995                                                     | Ciclista Lima | 4 – 1   | Cobreloa | Matute |
| \| \| \| \| \| Hernández Bazalar García López \| Marcatori \| Riveros \| |               |         |          |        |
|                                                                          |               |         |          |        |
| Hernández Bazalar García López                                           | Marcatori     | Riveros |          |        |

| Puerto Ordaz 26 ottobre 1995              | Mineros de Guayana | 1 – 0 referto | Independiente Medellín | Cachamay |
| \| \| \| \| \| Rogério \| Marcatori \| \| |                    |               |                        |          |
|                                           |                    |               |                        |          |
| Rogério                                   | Marcatori          |               |                        |          |

| Montevideo 26 ottobre 1995                                          | Defensor  | 1 – 3                    | Rosario Central |  |
| \| \| \| \| \| Da Silva \| Marcatori \| Cardetti Coudet Da Silva \| |           |                          |                 |  |
|                                                                     |           |                          |                 |  |
| Da Silva                                                            | Marcatori | Cardetti Coudet Da Silva |                 |  |

#### Ritorno
| Arbitro: | Marinho dos Santos |

|  |           |            |
|  | Marcatori | 61’ Euller |

| Arbitro: | Pereira da Silva |

|                                                                                        |                      |                                                                     |
| Clóvis 18’ Serginho 85’                                                                | Marcatori            | 31’ Sérgio Alves 44’ Fábio                                          |
| Marcelinho Carioca Tupãzinho Elivelton Serginho André Santos Zé Elias Henrique Fabinho | Tiri di rigore 7 – 6 | Damião Fábio Sérgio Alves Alex Ronaldo Jaime Anselmo Fernando César |

| Arbitro: | Peña |

|  |           |                    |
|  | Marcatori | 18’, 30’ Hernández |

| Arbitro: | Aquino |

|                               |           |  |
| Alfaro Oddine Lujambio Da Luz | Marcatori |  |

| Asunción 1º novembre 1995                | Atlético Colegiales | 1 – 0 | The Strongest | Manuel Ferreira |
| \| \| \| \| \| Candia \| Marcatori \| \| |                     |       |               |                 |
|                                          |                     |       |               |                 |
| Candia                                   | Marcatori           |       |               |                 |

| Calama 1º novembre 1995                                                                   | Cobreloa  | 7 – 2             | Ciclista Lima | Municipal |
| \| \| \| \| \| Álvarez González Rojas Riveros Puebla \| Marcatori \| Torrejón Espinoza \| |           |                   |               |           |
|                                                                                           |           |                   |               |           |
| Álvarez González Rojas Riveros Puebla                                                     | Marcatori | Torrejón Espinoza |               |           |

| Rosario 1º novembre 1995                                 | Rosario Central | 2 – 1 | Defensor | Gigante de Arroyito |
| \| \| \| \| \| Sánchez Da Silva \| Marcatori \| Pérez \| |                 |       |          |                     |
|                                                          |                 |       |          |                     |
| Sánchez Da Silva                                         | Marcatori       | Pérez |          |                     |

| Arbitro: | Arnao |

|                                       |                      |                                                   |
| Castro 35’ (rig.) Gallo 49’ 64’       | Marcatori            | 40’ Hernández 75’ Noriega                         |
| Gallo Restrepo Serna Hernández Castro | Tiri di rigore 3 – 4 | Marcos Cardozo Marcelo Cardozo González Hernández |

### Quarti di finale

#### Andata
| Rosario 9 novembre 1995                             | Rosario Central | 2 – 0 | Cobreloa | Gigante de Arroyito |
| \| \| \| \| \| Sánchez Carbonari \| Marcatori \| \| |                 |       |          |                     |
|                                                     |                 |       |          |                     |
| Sánchez Carbonari                                   | Marcatori       |       |          |                     |

| Arbitro: | Peña |

|                                                             |           |  |
| Ézio 4’ Jorge Luís 16’ Euller 63’ Renaldo 70’ 78’ Silva 74’ | Marcatori |  |

| Arbitro: | González |

|                             |           |              |
| Júlio César 5’ Serginho 77’ | Marcatori | 60’ De Ávila |

| Paysandú 15 novembre 1995                  | Sud América | 0 – 1 | Atlético Colegiales | Parque Artigas |
| \| \| \| \| \| Espínola \| Marcatori \| \| |             |       |                     |                |
|                                            |             |       |                     |                |
| Espínola                                   | Marcatori   |       |                     |                |

#### Ritorno
| Arbitro: | Rendon |

|  |           |                                     |
|  | Marcatori | 41’, 63’, 86’ Júlio César 50’ Silva |

| Arbitro: | Guevara |

|                      |           |        |
| Escobar (rig.) Pérez | Marcatori | Clóvis |

| Asunción 22 novembre 1995 | Atlético Colegiales  | 1 – 2                                    | Sud América | Manuel Ferreira |
| \| \| \| \| \| Gómez \| Marcatori \| Lujambio Acevedo \| \| Candia Goroso Gómez Almada \| Tiri di rigore 4 – 3 \| Orta Alfaro Landaida Russomando Lujambio \| |                      |                                          |             |                 |
| |                      |                                          |             |                 |
| Gómez | Marcatori            | Lujambio Acevedo                         |             |                 |
| Candia Goroso Gómez Almada | Tiri di rigore 4 – 3 | Orta Alfaro Landaida Russomando Lujambio |             |                 |

| Calama 22 novembre 1995                                          | Cobreloa  | 1 – 3                  | Rosario Central | Municipal |
| \| \| \| \| \| Carreño \| Marcatori \| Palma Daniele Da Silva \| |           |                        |                 |           |
|                                                                  |           |                        |                 |           |
| Carreño                                                          | Marcatori | Palma Daniele Da Silva |                 |           |

### Semifinali

#### Andata
| Arbitro: | Arana |

|                                                             |           |                                         |
| John Pérez 41’ Castillo 48’ Escobar 54’ (rig.) De Ávila 79’ | Marcatori | 11’ Ézio 25’ Euller 82’ Leandro Tavares |

| Asunción 30 novembre 1995                                 | Atlético Colegiales | 0 – 2 referto           | Rosario Central | Manuel Ferreira |
| \| \| \| \| \| \| Marcatori \| 64’ Gordillo 72’ Coudet \| |                     |                         |                 |                 |
|                                                           |                     |                         |                 |                 |
|                                                           | Marcatori           | 64’ Gordillo 72’ Coudet |                 |                 |

#### Ritorno
| Arbitro: | Matto |

|                                            |                      |                                           |
| Leandro Tavares 49’                        | Marcatori            |                                           |
| Renaldo Ézio Leandro Tavares Paulo Roberto | Tiri di rigore 4 – 3 | De Ávila Dinas Bermúdez Hernández Escobar |

| Rosario 7 dicembre 1995, ore 21:15 (UTC-4)                        | Rosario Central | 3 – 1 | Atlético Colegiales | Gigante de Arroyito |
| \| \| \| \| \| Carbonari Cardetti Coudet \| Marcatori \| Gómez \| |                 |       |                     |                     |
|                                                                   |                 |       |                     |                     |
| Carbonari Cardetti Coudet                                         | Marcatori       | Gómez |                     |                     |

### Finale

#### Andata
| Arbitro: | Velázquez |

| |            | |
| Ézio 7’ Cairo 54’ Paulo Roberto 59’ Silva 88’ | Marcatori  | |
| · Taffarel P · Alcir D · Ademir D · Ronaldo Guiaro D · Paulo Roberto D · Éder Lopes C · Doriva C · Cairo C · Silva A · Leandro Tavares C · Ézio A · Júlio César C · Renaldo A · Carlos A | Formazioni | · P Bonano · D Ordóñez · A Cardetti · D Carbonari · D Lussenhoff · D Graff · C Coudet · C Daniele · C Palma · C Gordillo · A Sánchez · A Da Silva |
| Procópio Cardoso | Allenatori | Ángel Zof |

#### Ritorno
| Arbitro: | Filippi |

| |                      | |
| Da Silva 23’ Carbonari 39’, 88’ Cardetti 40’ | Marcatori            | |
| Palma Pobersnik Carbonari Colusso Da Silva | Tiri di rigore 4 – 3 | Doriva Leandro Tavares Ronaldo Guiaro Taffarel Euller |
| · Bonano P · Ordóñez D · Colusso D · Carbonari D · Lussenhoff D · Graff D · Coudet C · Daniele C · Palma C · Gordillo C · Pobersnik A · Sánchez C · Cardetti A · Da Silva A | Formazioni           | · P Taffarel · D Dinho · D Ademir · D Ronaldo Guiaro · D Paulo Roberto · C Éder Lopes · C Doriva · C Carlos · D Dedê · C Leandro Tavares · A Ézio · C Gutemberg · A Renaldo · A Euller |
| Ángel Zof | Allenatori           | Procópio Cardoso |